# Petlja (teorija grafova)
Petlja, matematički objekt iz teorije grafova. Vrsta je brida.
Graf je u gruboj definiciji skup objekata: vrhova, točaka ili čvorova koje povezuju bridovi odnosno crte (linije). Brid spaja dva čvora i to je odnos koji definira graf. Ako vrhove povezuje brid, grafove se prikazuje crtanjem točaka za svaki vrh i povlačenjem luka između dvaju vrhova.
Ako brid počinje i završava u istom vrhu tad je on petlja, odnosno to je brid koji je incidentan samo s jednim vrhom.
Ako je grana s jednim vrhom, onda je to petlja.
Stupanj vrha v u grafu G je broj bridova koji su incidencija s v, pri čemu se petlje broje dva puta. Konačan li je skup bridova E(G), tada je ukupni zbroj stupnjeva svih bridova jednak dvostrukom broju bridova. Ako postoji brid između vrhova u i v, vrhovi su susjedni.